# Gravona
Die Gravona ist ein Fluss in Frankreich, der im Département Corse-du-Sud auf der Insel Korsika verläuft. Sie entspringt unter dem Namen Ruisseau de Capiajola im Regionalen Naturpark Korsika, an der Ost-Flanke des Monte Renoso (2352 m), im Gemeindegebiet von Bocognano, entwässert im Oberlauf in nordwestlicher Richtung, schwenkt dann auf Südwest und mündet nach rund 46 Kilometern an der Gemeindegrenze von Bastelicaccia und Ajaccio als rechter Nebenfluss in den Prunelli, der kurz danach das Mittelmeer erreicht. Oberhalb des Ortes Castellucciu wird die Gravona aufgestaut und Wasser für die Versorgung von Ajaccio in einem Aquädukt abgeleitet.

## Orte am Fluss
- Bocognano
- Tavera
- Suaricchio, Gemeinde Vero
- Castelluciu, Gemeinde Peri
- Ponte Bonellu, Gemeinde Sarrola-Carcopino
- Bastelicaccia

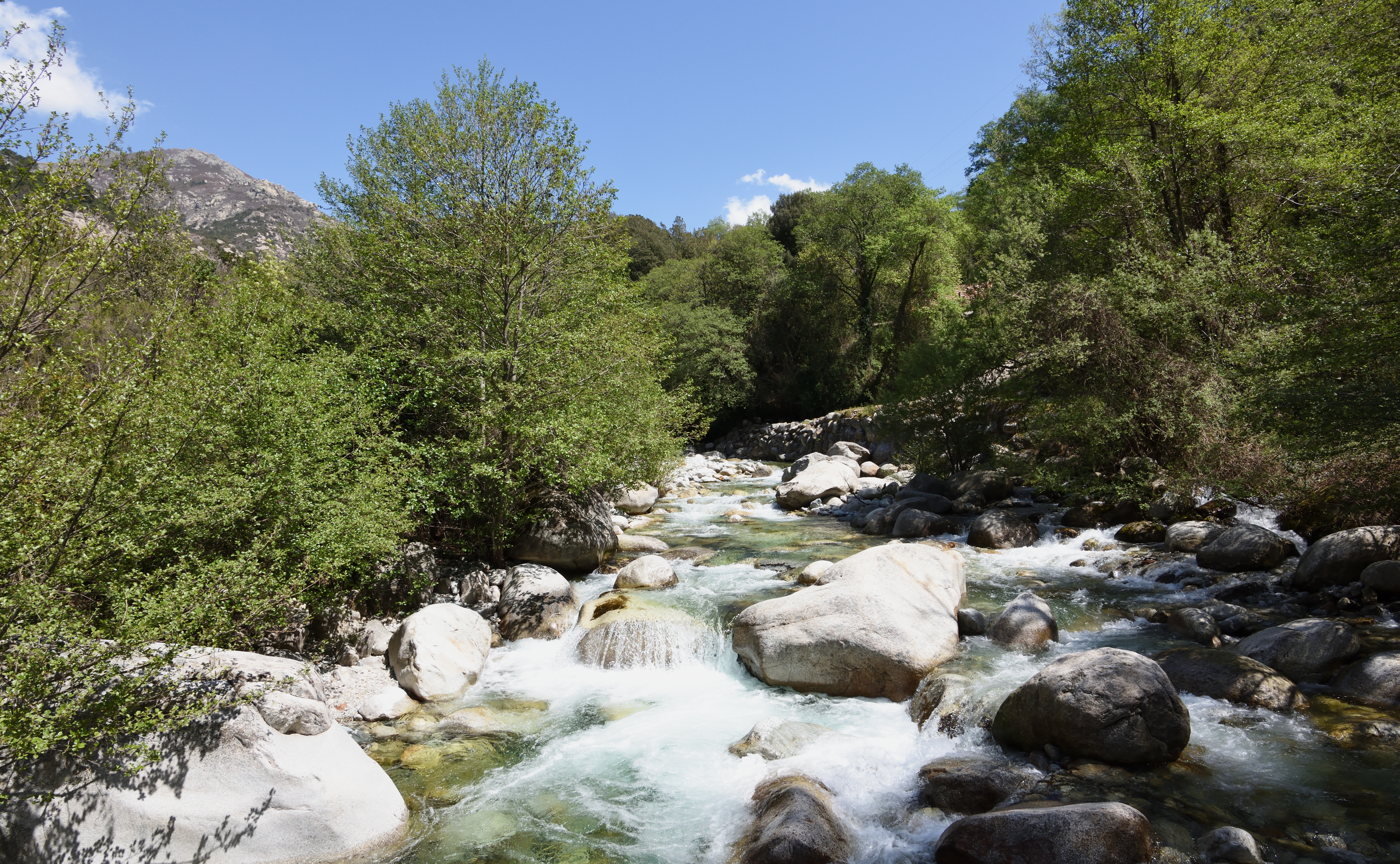
Die Gravona bei Bocognano

## Verkehr
- Der größte Teil des Flusstales wird von der Nationalstraße 193 und der Bahnlinie von Ajaccio nach Bastia bzw. Calvi genutzt.
- Im Mündungsabschnitt verläuft der Fluss entlang der Rollbahn des Flughafens Ajaccio.